# Fläcksprötat timjanfjädermott
Fläcksprötat timjanfjädermott (Merrifieldia tridactyla) är en fjärilsart som först beskrevs av Carl von Linné 1758.  Fläcksprötat timjanfjädermott ingår i släktet Merrifieldia, och familjen fjädermott. Enligt den finländska rödlistan är arten starkt hotad i Finland. Arten är reproducerande i Sverige. Artens livsmiljö är torra och karga åsmoar.